# 啟德河

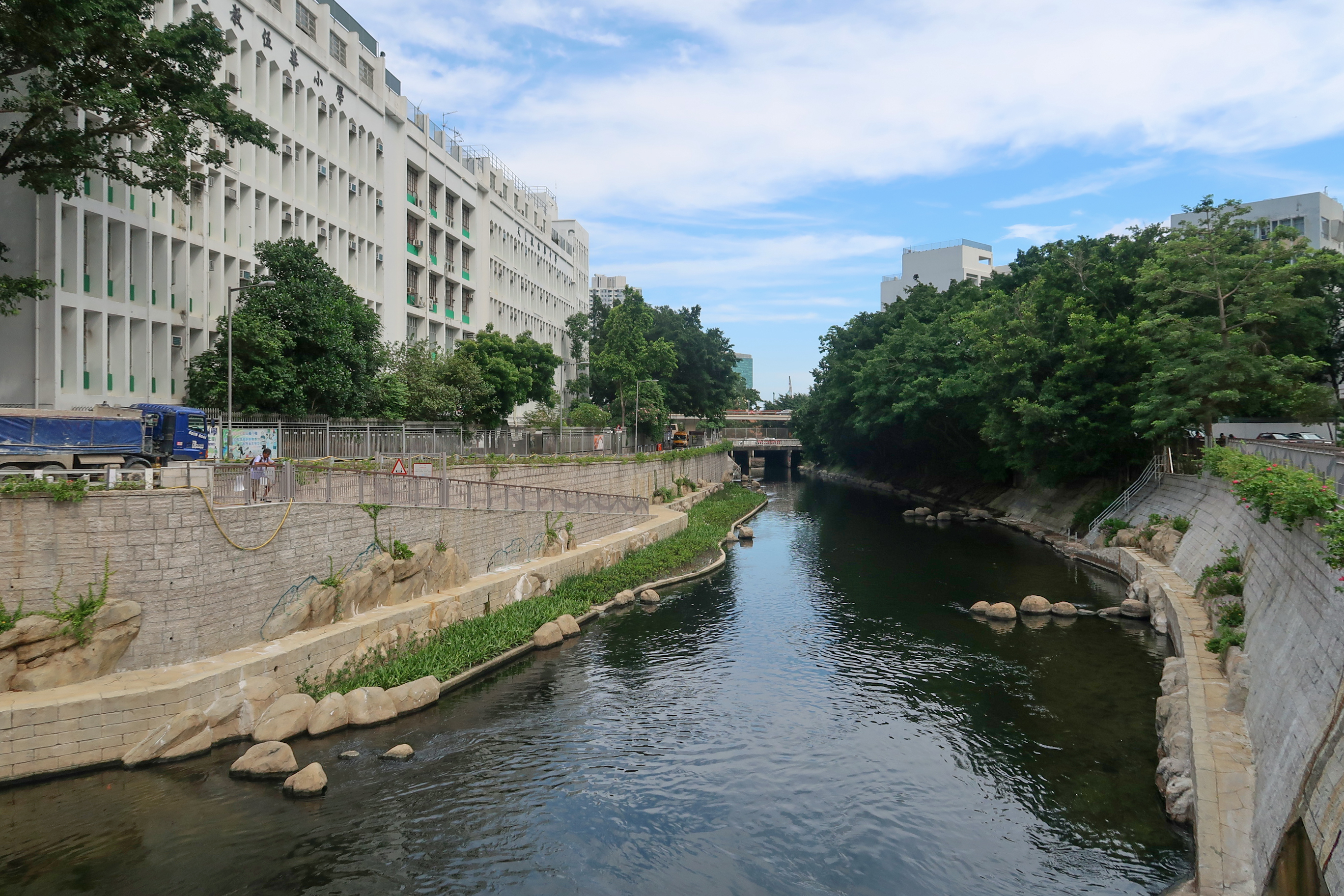
啟德河

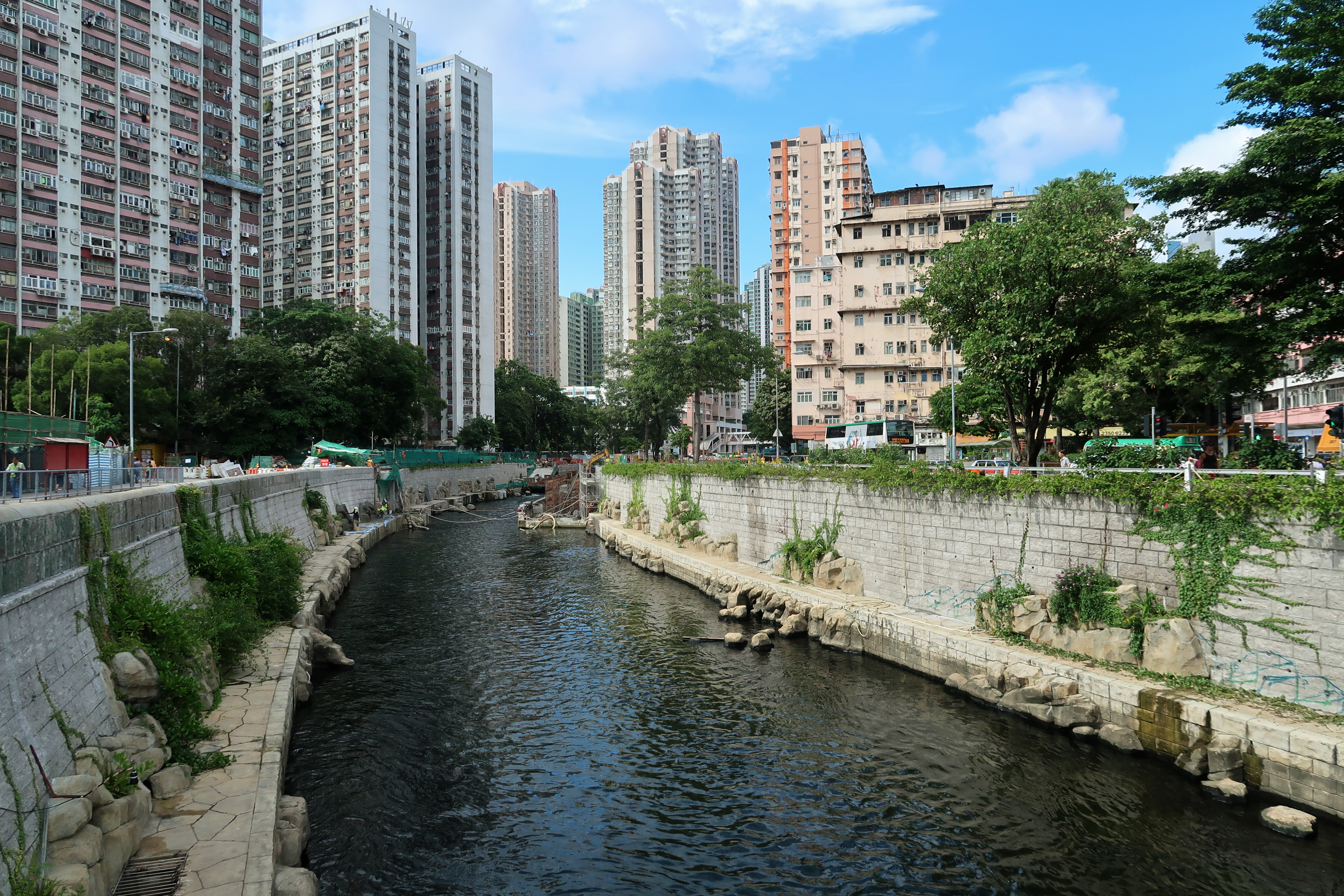
活化後的啟德河（2018年）

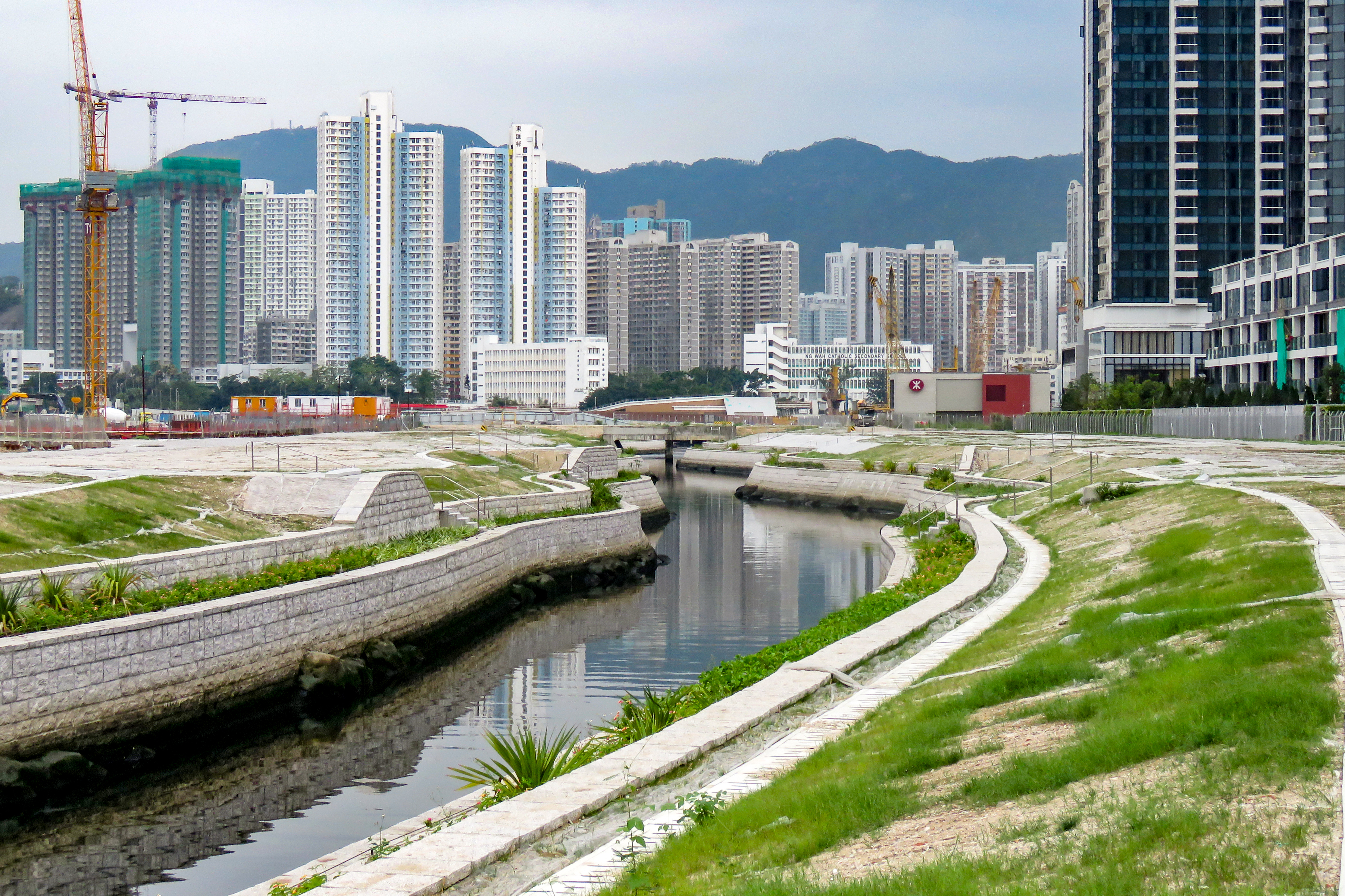
啟德河近承啟道（2018年）

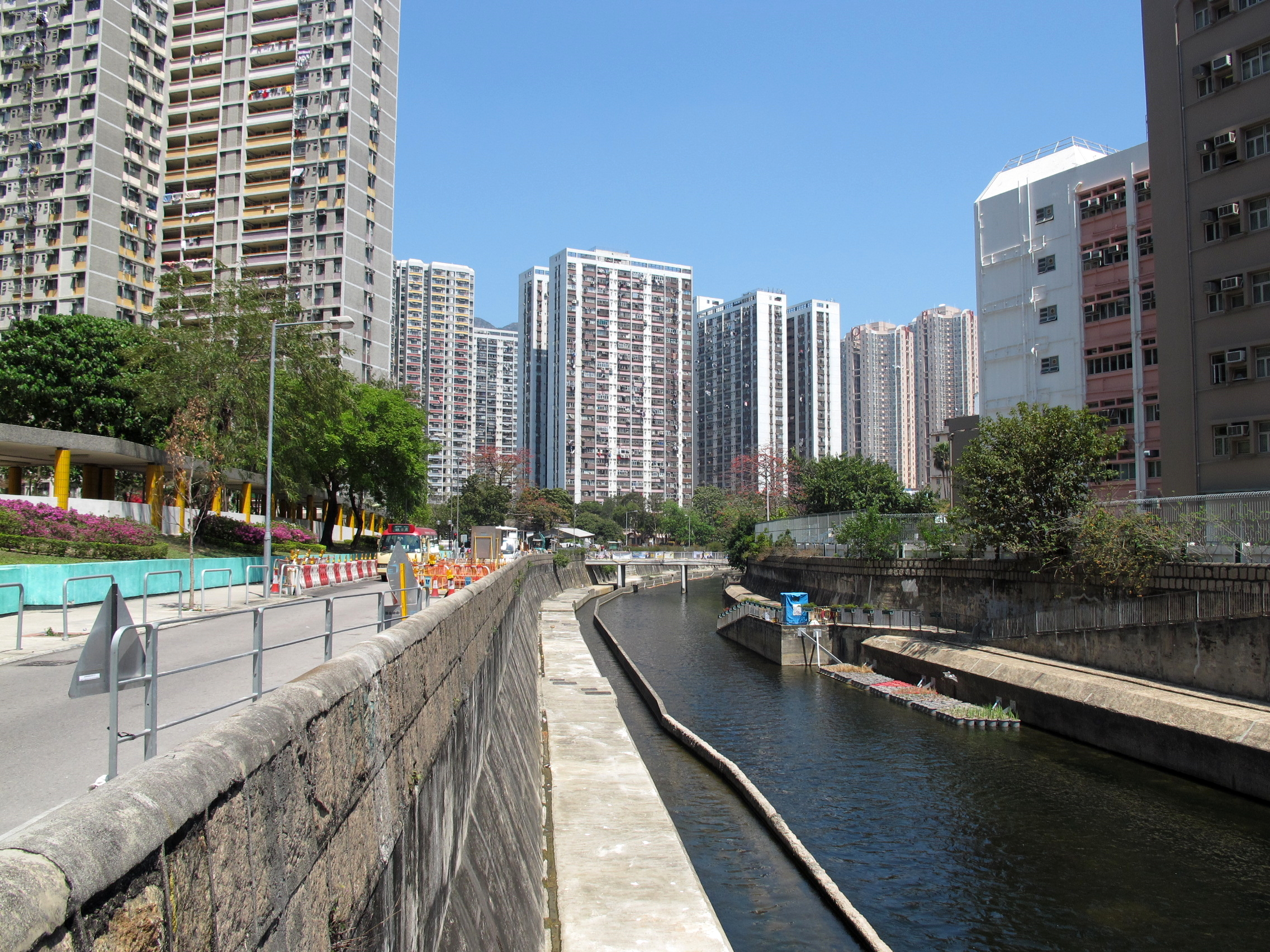
活化前的啟德明渠（2011年）

啟德河（英語：Kai Tak River），活化前稱啟德明渠（英語：Kai Tak Nullah），總長度約2.4公里，由蒲崗村道起，沿彩虹道經東頭邨和太子道東至啟德發展區，最後連接維多利亞港，是香港東九龍主要排洪渠道之一。
啟德明渠於2011年10月起進行復修工程，2018年竣工，將其化身為啟德河（英語：Kai Tak River）。

## 歷史

### 早期歷史
啟德明渠古時原為海邊，1920年時商人何啟及區德二人在九龍城填海建成啟德濱，並建有啟德明渠連接附近小河並伸延至海岸，大約位於太子道。1930年代，興建啟德機場，河流向西沿著今日的太子道東、打鼓嶺道，並在打鼓嶺道對出流出維多利亞港。
香港日佔時期，因為擴建啟德機場，而被改建成為鳳凰溪之下游排洪河，名為龍津河，河道從打鼓嶺道進一步延伸到遠東航空學校和譚公道一帶，最後沿著宋皇臺道在土瓜灣道北端一帶流出九龍灣。但之後啟德進行擴建工程，在九龍灣填海建跑道，間接把舊有河口封塞。至1970年代才改道至今日的河口。
其後由於新蒲崗工業區非法排放的污水，使明渠長期受到重金屬與沉積物污染，引致水質欠佳及異味滋擾。透過香港政府渠務署不斷改善明渠水質，於1994年起排放由大埔及沙田污水處理廠處理過的水清刷河床，至2000年代見到顯著的成效，河水清澈見底，生機盎然，亦吸引了鷺鳥在河道兩旁的樹木棲息及覓食。

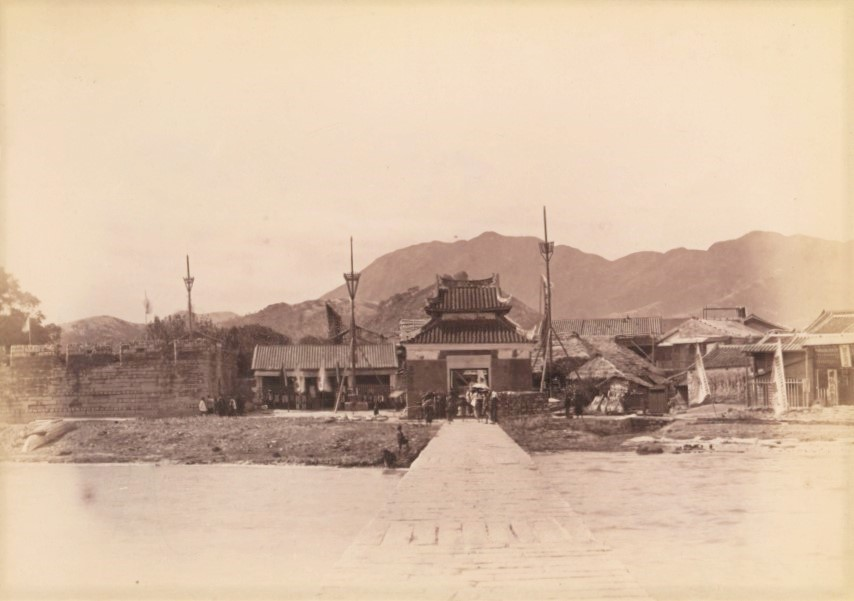
啟德明渠古時原為海邊，前為龍津石橋（1898年）
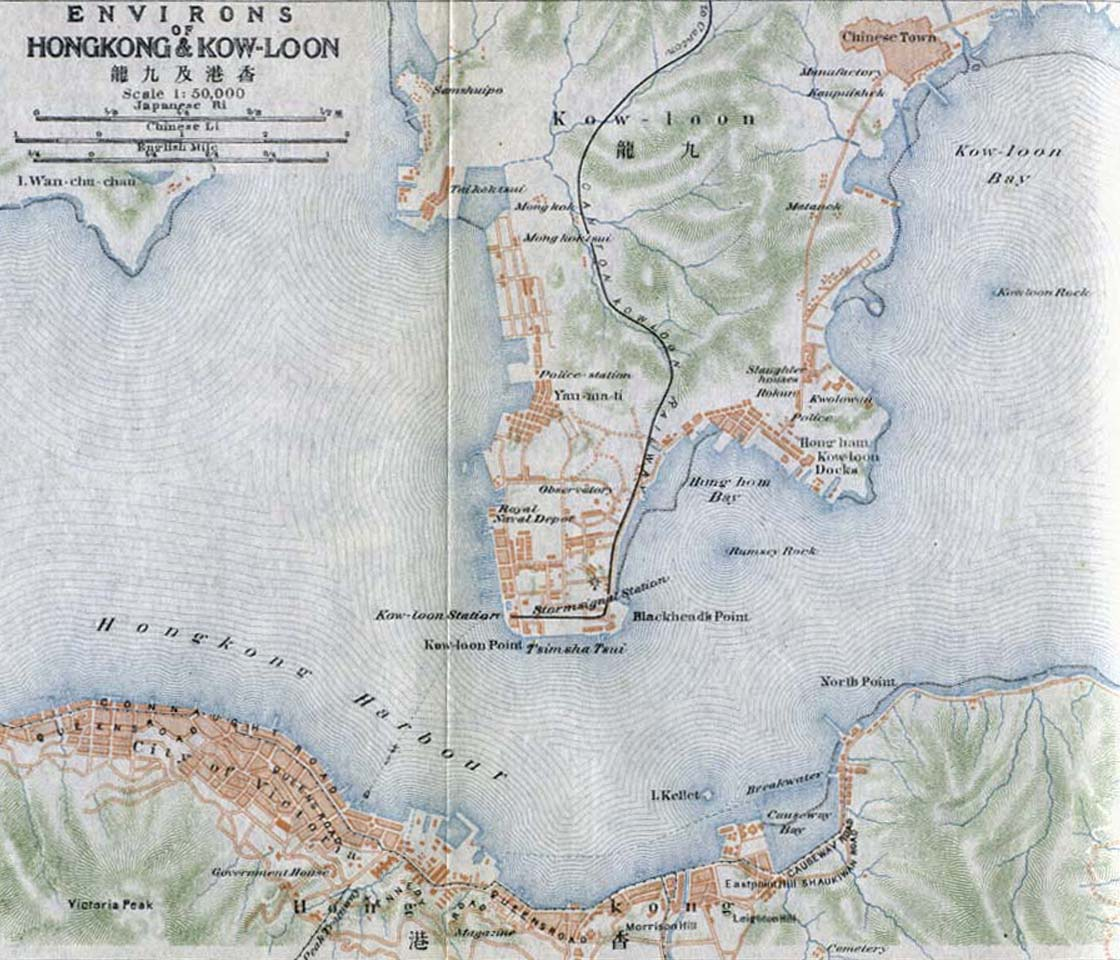
1915年的九龍地圖，九龍寨城（Chinese Town）及龍津橋
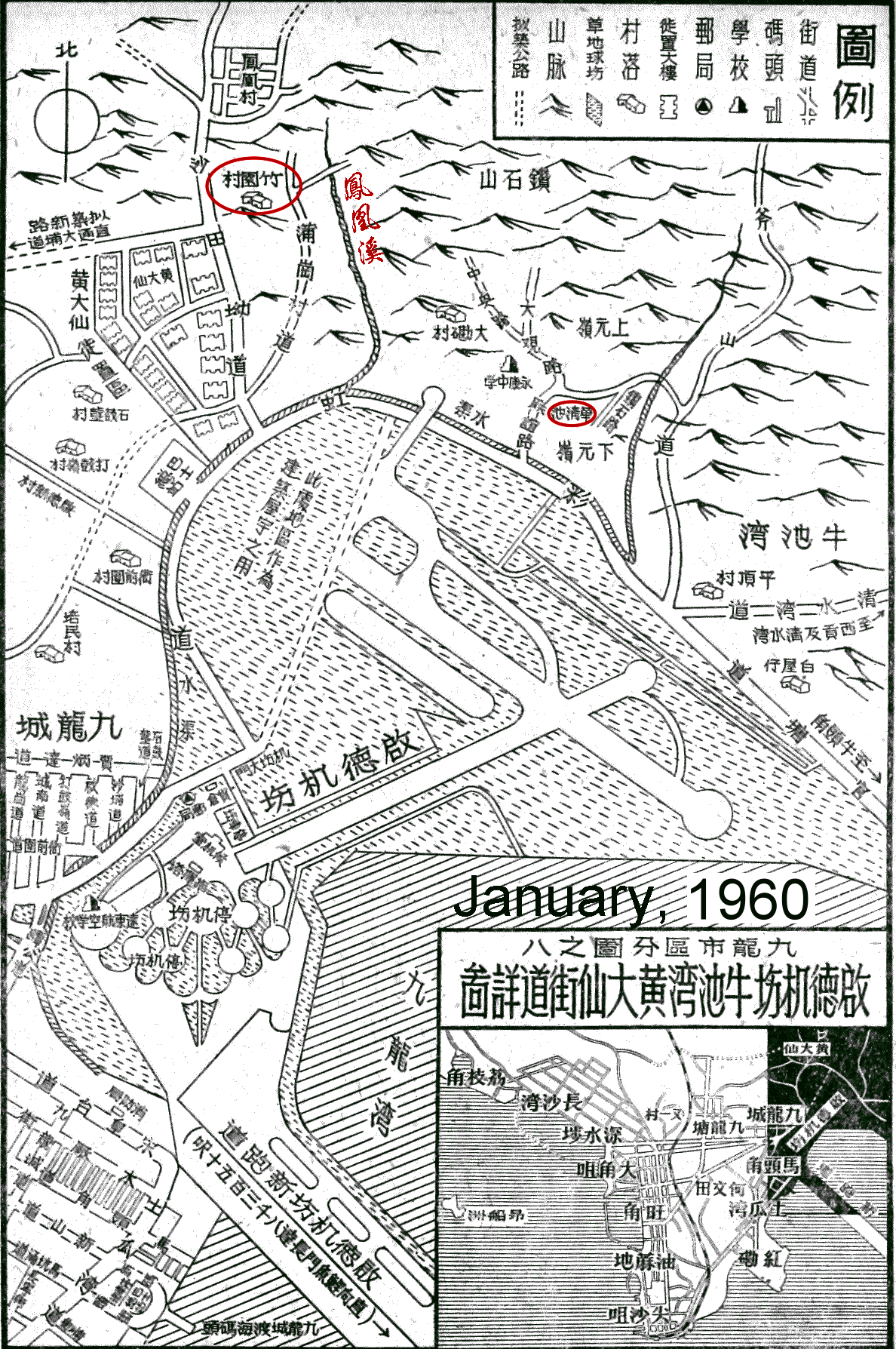
1960年的啟德明渠地圖
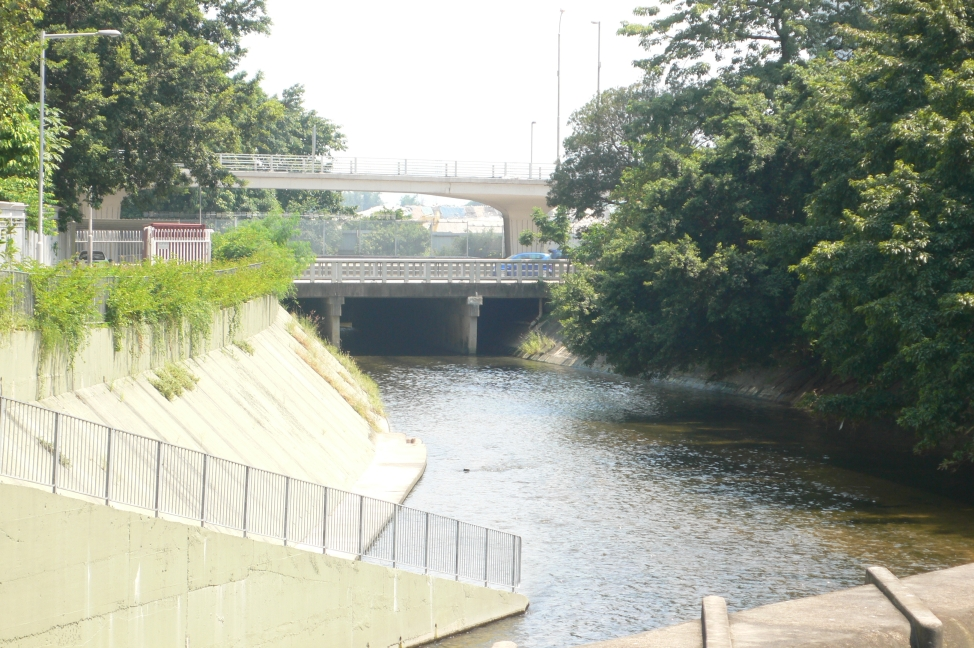
啟德明渠流入啟德機場處（2007年）
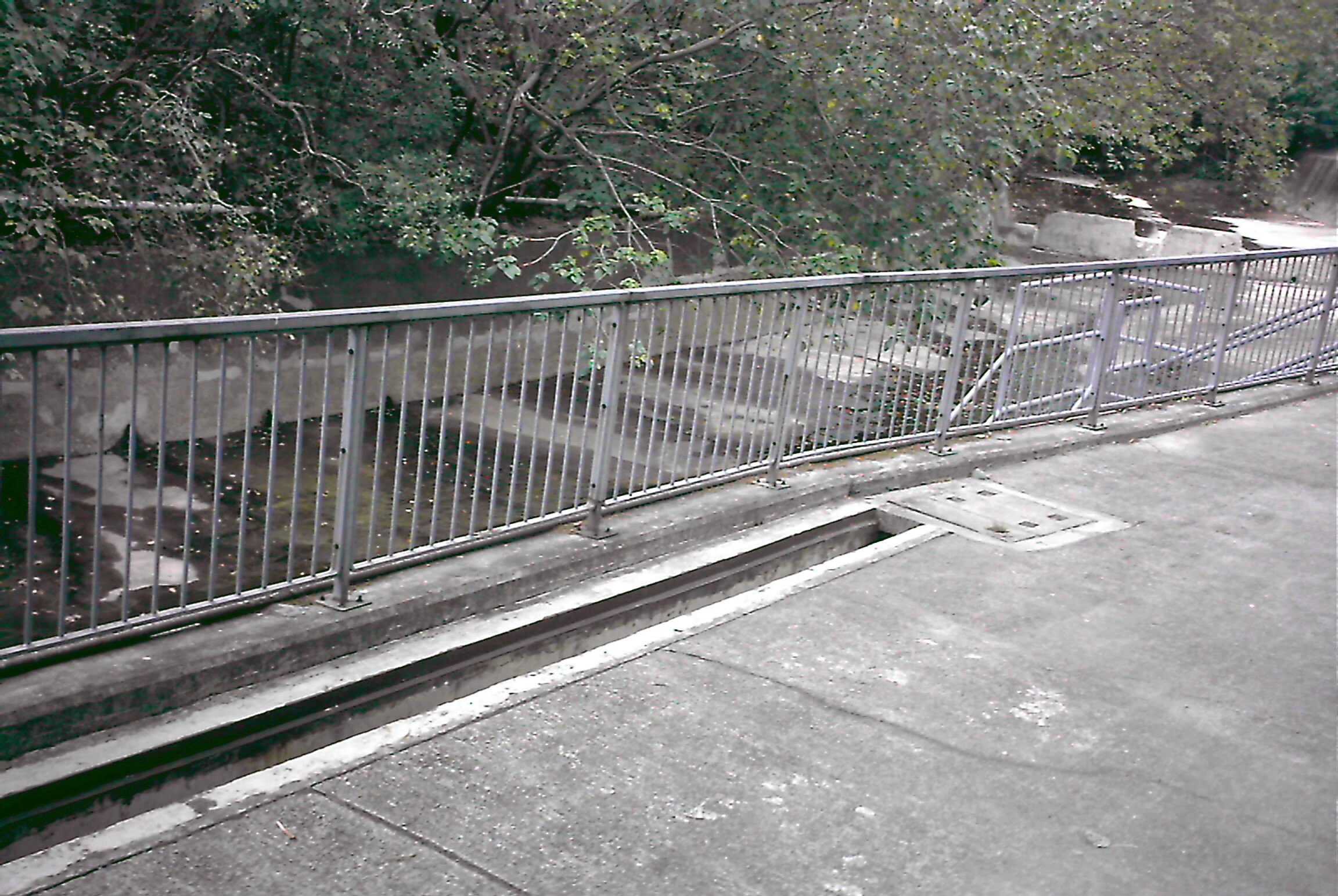
鳳凰溪與啟德明渠的接口處（2008年）

### 改造為啟德河
覆蓋建議
渠務署於2005年1月宣佈斥資12億港元為16段明渠進行覆蓋工程，計劃於2010年將沿彩虹道一段的啟德明渠覆蓋，工程耗資4.89億港元，預計於2014年完成。黃大仙區議會交通及運輸事務委員會於2007年9月通過動議，要求政府盡快全面覆蓋啟德明渠上游，以便進行綠化工程或擴闊彩虹道，以應付《啟德發展計劃》落成後所帶來的交通流量。然而，由於近年污染問題改善，加上政黨及環境保護團體要求政府仿傚韓國首爾清溪川，因此政府重新檢討覆蓋明渠的面積，並且重新進行諮詢。至於明渠在前啟德機場停機坪範圍的一段，當局計劃採取以下的緩解措施：於跑道北端打開一個600米的缺口，促進水流及減少沉澱，以樁柱平台覆蓋以上缺口，回復跑道的原貌；使用生物除污法以淨化明渠進口道海床下之沉澱物及除去臭味；裝設旱季污水截流設施及排水出口管的淤泥收集器，以減少水質污染。
改善工程

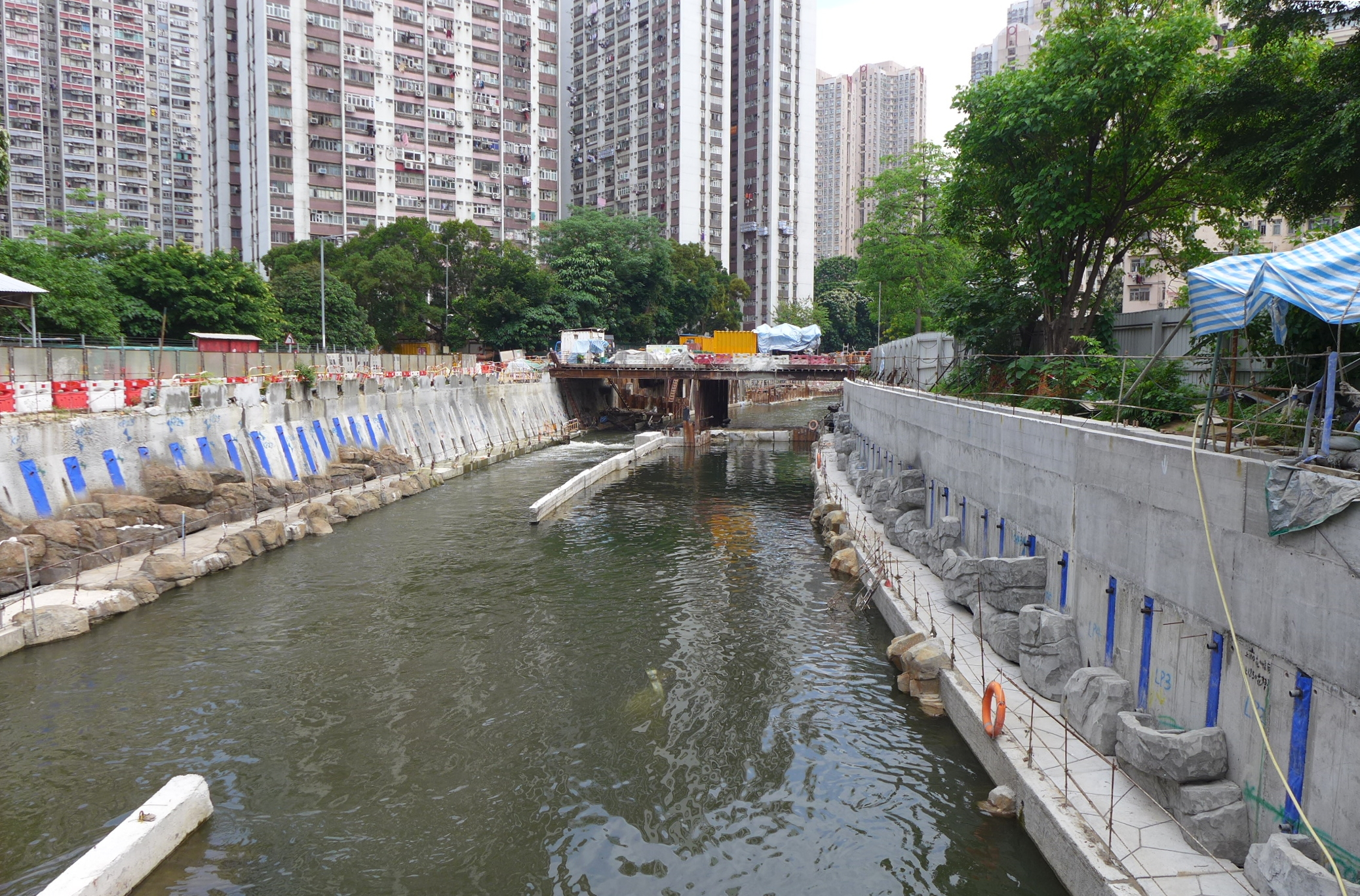
啟德明渠新蒲崗段改善工程（2016年5月）

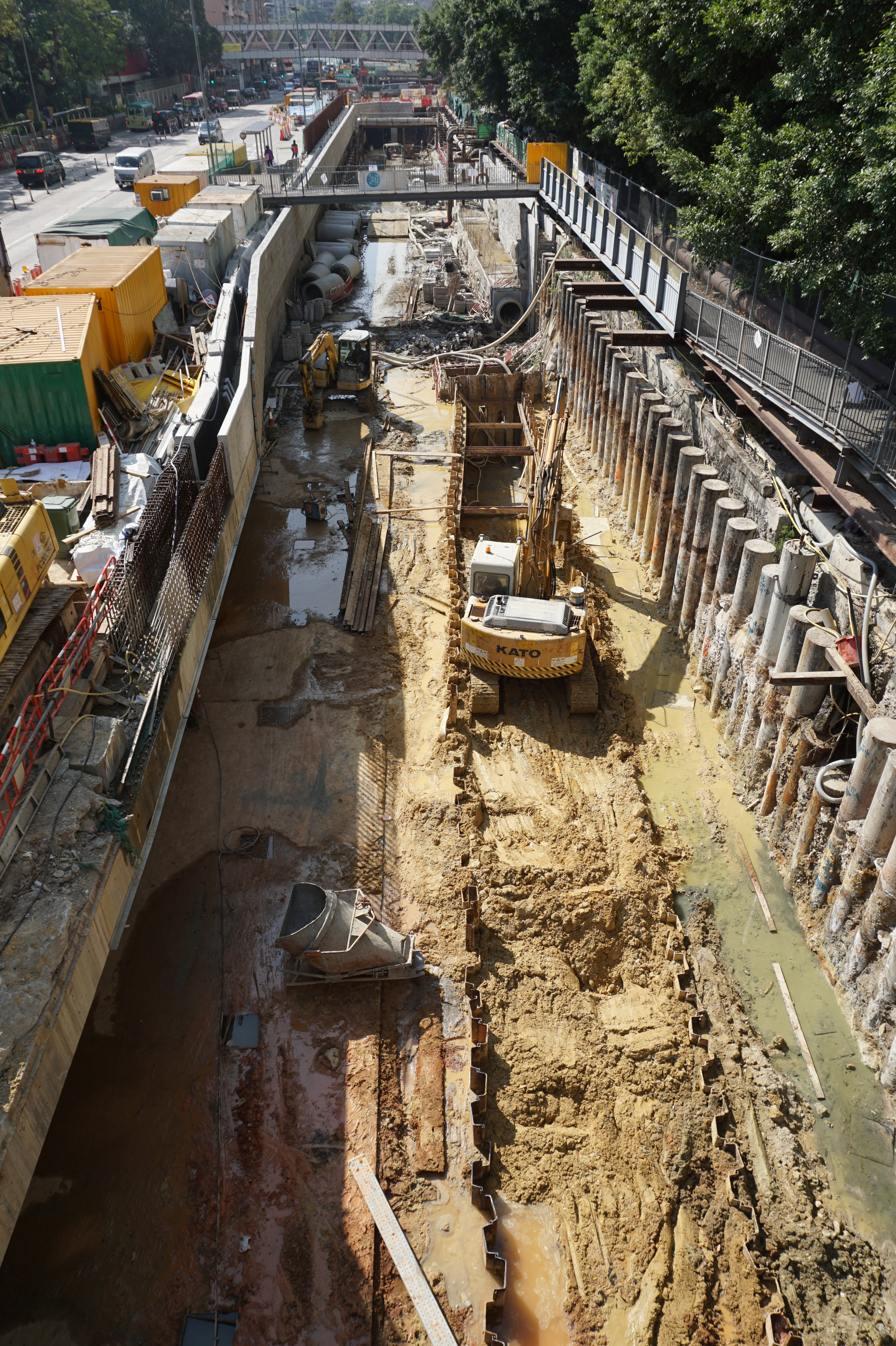
啟德明渠新蒲崗段改善工程（2017年12月）

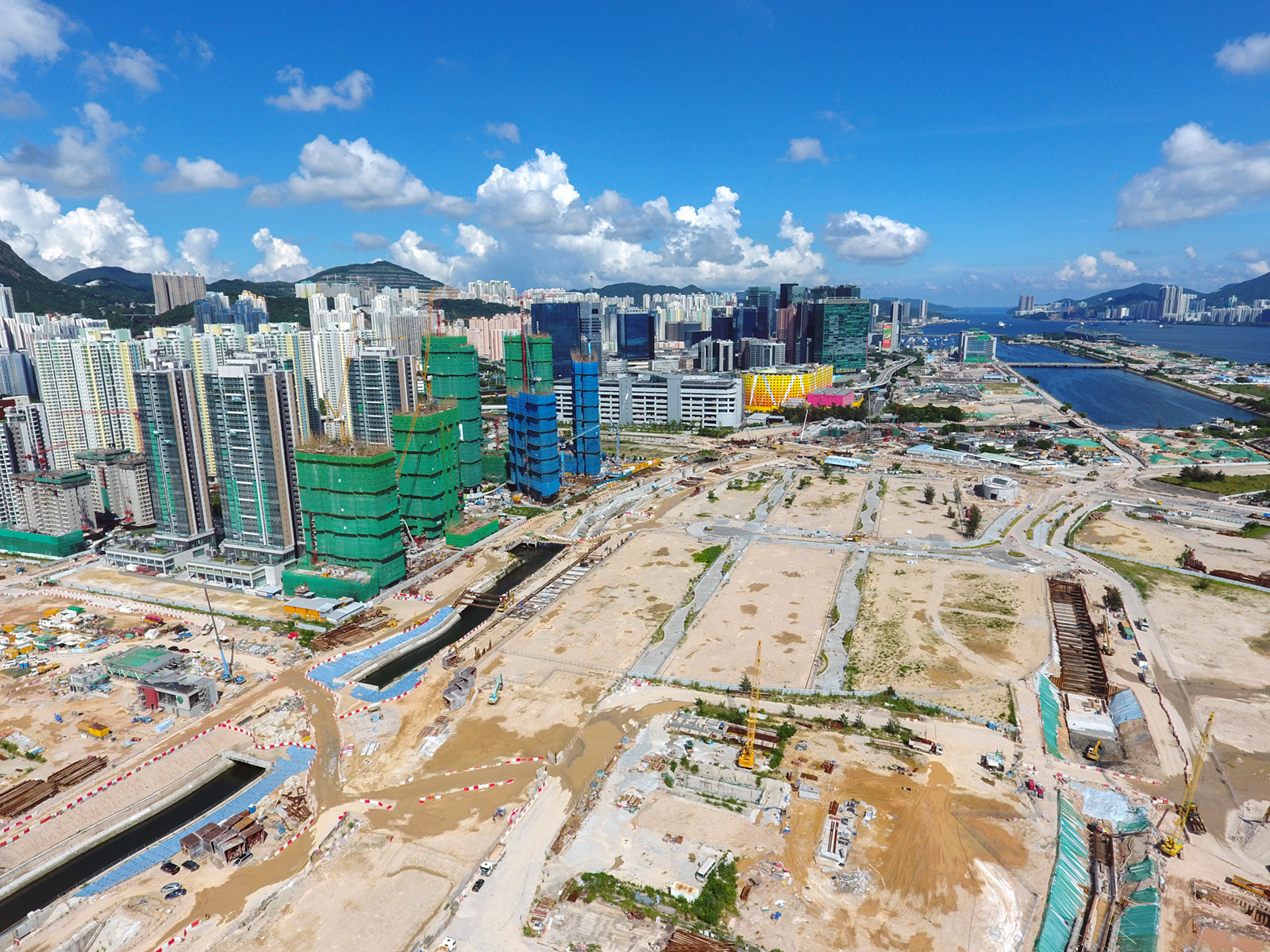
啟德明渠啟德段工程（2017年7月）

2010年，渠務署、土木工程拓展署及規劃署進行了兩次公眾諮詢活動，主流意見均為明確表示希望為啟德河注入活力，使到其成為具有吸引力的綠化河道及城市景觀。同年11月，香港政府決定加快啟德河的發展，務求將啟德河轉成為新發展區的重要地標之一，希望將啟德河重新建設成為一道富吸引力的城市綠化河道走廊，提供公共休憩空間，作為娛樂及社區藝術創作發展地方。此外，香港政府亦計劃於2011年下半年於啟德明渠進口道及觀塘避風塘進行改善工程，政府將進行原地生物除污法，在指定範圍注入氧化劑，為沉積物內的細菌提供氧氣，使到河床沉積物內釋出臭味的物質轉化成為無臭，並且於淺水區域進行局部挖泥工程以及排水口改善工程，預計於2013年完成。另外，啟德河改善工程首階段於2012年3月展開，修復及改善由蒲崗村道至東光道一段的啓德河，該段長約600米，耗資16億港元，預期工程於2017年完成。
2012年，發展局計劃就上述的重建計劃耗資24億港元，重建後將可以加強明渠的防洪能力，能夠抵禦200年一遇的洪水；又會興建兩座密封的淤泥清理站和車輛出入口。構思中優化後的明渠將加入大量綠化元素，明渠兩旁將種滿植物，兩邊更會設置河道走廊，讓市民漫步觀賞綠油油的河道景觀。有關方案將會於2012年4月24日提交予立法會發展事務委員會討論，工程設計於同年8月完成，於9月就工程招標，於同年12月向立法會財務委員會申請撥款，預計於2016年至2018年分階段竣工。同年6月，渠務署接納了居民的建議，增加興建一條河濱通道供以行人使用。通道將會興建於樂善道至太子道東之間的啟德河，行人利用通道除了可以往返東匯邨河濱走廊、育群街、樂善道、啟德河以西、東光道及太子道東一帶外，更可以等待日後通往啟德發展區的行人隧道落成後，經由通道進出啟德發展區，貫通四方。擬定興建的通道長160米，闊度約3.5米。其中接連育群街的部分約90米長，除了改善育群街的行人環境外，市民亦可以近距離欣賞河邊景色，行人橋的走線呈彎形，以保存一列現有樹木及避免影響李求恩紀念中學的圍牆結構。同年11月28日，立法會工務小組通過向財務委員會建議撥款24.8億港元，用以改善及重新興建一段啟德明渠，並且會興建淤泥清理站，以提升其排洪能力。淤泥清理站將會以密封形式處理污泥，並且具備除臭設施，預期每隔2至3年才需要大規模清理淤泥一次。工程由新福港附屬公司負責，預計於2018年4月或者以前完成。
2013年3月，渠務署表示計劃於同年年底進行啟德河中游段（由東光道至太子道東、長約500米）的重新興建及改善工程，包括重新設置受到影響的現有旱季污水截流設施，及因應公眾諮詢的意見為啟德河注入活力及進行環境美化工程，在啟德河兩旁及底部加入綠化及生態等元素，包括興建魚洞穴，在河底部的導流石塊及特別設施，以配合魚類等水棲生物生長和棲息，在河道兩旁加入花崗飾面牆及種植槽等，令到整條河岸充滿綠油油的氣息，將啟德河打造成為具有吸引力的城市景觀，類似於韓國首爾的清溪川。
工程於同年12月展開，預計於2017年6月完成。同月26日，渠務署斥資逾50億港元為啟德河進行改善工程，包括提升河道的防洪功能以及美化環境等，預計於2015年至2018年分階段完成。同年7月26日，渠務署為上述工程招標。

## 設施

### 導賞徑
啟德河導賞徑於2018年復修工程竣工後已啟用，起點於沙田坳道，沿啟德河畔的十個位置設有介紹展板，並於太子道東作為終點，全程約一公里，渠務署希望該導賞徑讓公眾了解更多啟德河的歷史及改善工程的資訊。

### 休憩場地
2014年8月末，土木工程拓展署公布啟德河概念設計比賽詳情，於同年9月22日截止，參賽者需要配合啟德河道設計人工休憩場地，包括將舊啟德北停機坪明渠兩側及啟德隧道以南設計成為綠化地帶，並且需要配合附近住宅及工商業用地作為綜合發展。另外，參賽者需要設計一條連接啟德發展區及舊大磡村的道路，以作新舊融合，吸引遊人前往啟德發展區。比賽分設公開組及專業組，兩組冠軍分別可以獲獎8萬及40萬港元。。
2023年8月，土木工程拓展署刊憲，為「啟德發展計劃──鄰近啟德河休憩用地工程」合約招標，工程預計於2023年12月展開，需時約31個月完成。

### 河畔花園
2023年4月，政府計劃於啟德河鄰近私樓一帶發展成「河畔花園」，將會種植河畔植物以培養生態。根據當局的構想圖，啟德河兩旁將會種有一排粉花風鈴木，設計猶如港版河津櫻，日後市民可在啟德野餐，享受粉紅花雨。

### 隔沙站
啟德河的出海口位於啟德跑道東邊。為免上游泥沙積聚在出海口，在承啟道和啟福道近啟德隧道出口之間設置一號隔沙站，亦在世運道和太子道東之間設置二號隔沙站，將泥沙沉澱後運走。當中，一號隔沙站同時設有啟德發展區區域供冷系統第三廠的取水口。

## 未來發展
- 單車、行人共用通道[24]

## 意外及爭議

### 排洪問題
2015年9月26日，天文台發出個多小時黃色暴雨警告，九龍東成為重災區，黃大仙彩虹道啟德河段疑因正進行復修工程導致排洪能力不足，未能及時排走雨水，令附近變成澤國，水深及膝，相繼有巴士、的士及私家車拋錨，司機被困水中待救，幸無人受傷。

### 生態危機
2023年10月，有市民發現啟德河出現不知名大魚。香港漁護署表示，片段中的魚類為福鱷，源自北美洲，並非香港原生物種，呼籲市民不應隨意放生動物。而報章引述專家指，福鱷為淡水界十大惡魚之一，品性兇殘，以食肉維生，具有一定攻擊性。翌年4月，福鱷事隔半年後再次出現；世界一般做法都對外來物種予以移離，但相關部門尚未把其移走。
2025年5月14日，有居民在彩虹道啟德河段發現河面飄浮大量的幼魚及魚苗屍體，唯河水顔色及氣味與平日相若，因此懷疑啟德河水短缺。就此，渠務署回覆指，署方設於啟德河上游的排放水泵房於14日曾進行緊急維修工程，導致啟德河沿彩虹道的部分段落出現乾涸情況，並有魚類死亡，對事件引起不便致歉。

### 污染問題
2022年4月，據香港城市大學與英國約克大學最新調查研究，發現啟德河河水樣本驗出34種藥物（包括6種抗生素），污染排名全球第29位；當中的抗生素環丙沙星和克拉黴素濃度超標分別1.3倍和5.5倍，其中一種糖尿病藥含雌性激素，可令河中的雄性魚生雌性器官。
2024年6月，環境局回應指，就香港水環境殘餘抗生素水平，環保署已於2020年至2021年間委託本地大學進行相關基線調查研究，結果顯示於本港常用抗生素在水環境中 (包括啟德河) 的殘餘濃度中位水平均低於預測無影響濃度，對本港的水生態環境並沒有影響。